# كيتون

مجموعة الكيتون الوظيفية

الكيتون (أو السيتون وفق اللفظ الفرنسي) هو مركب عضوي يتميز باحتوائه مجموعة وظيفية كربونيلية ترتبط بدورها مع ذرتي كربون. يمكن تمثيل الكيتون عمومًا بالصيغة التالية:
R1(CO)R2.
زمرة الكربونيل المرتبطة بذرتي كربون تميز الكربون عن الحمض الكربوكسيلي، والألدهيدات، والاسترات، والأميدات، وغيرها من المركبات العضوية الحاوية للأكسجين. في حين تميز الرابطة المزدوجة كربون أكسجين الكيتونات عن الأغوال والايترات. أبسط الكيتونات هو الأسيتون (بروبانون)الذي يأخذ الصيغة التالية: CH3COCH3
تسمى ذرة الكربون المجاورة لمجموعة الكاربونيل بكربون ألفا، وتسمى ذرات الهيدروجين المرتبطة بذرة الكربون تلك باسم هيدروجين ألفا α.

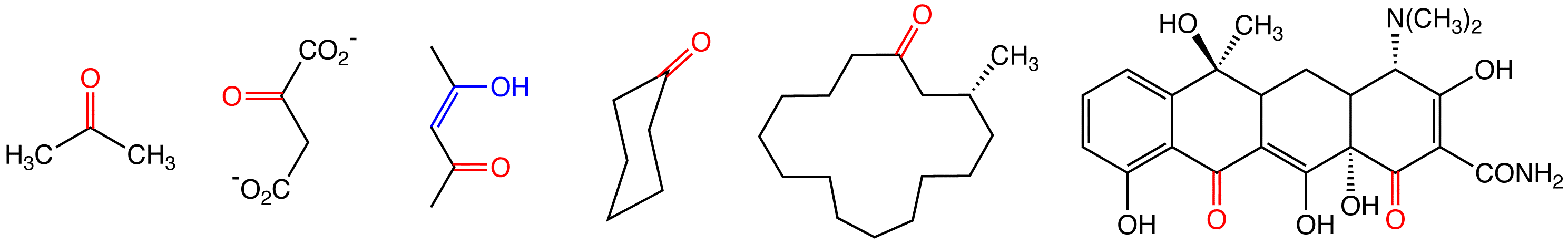
من اليسار: الأسيتون مذيب شائع؛ حمض أكسالوأسيتك وسيط في عملية أيض السكريات؛ أستيل الأسيتون في شكله (اينول) الأحادي (الاينول باللون الأزرق)؛ هيكسانون حلقي المادة المكونة للنايلون؛ مسكون المكون الرئيسي لرائحة المسك؛ تتراسيكلن مضاد حيوي

## أمينوكيتونات
أمينوكيتونات هي مركبات تحتوي على كل من مجموعة مركبات كيتون والأمينات . ومن الأمثلة على ذلك الفينيثيلامين ومنشطات الكاثينون و البوبروبيون (يلبوترين)، والمعروفة رسميا باسم [امفيبوتامون] (amfebutamone).

## الكيمياء الحيوية
الكيتونات منتشرة في الطبيعة. يتم تكوين المركبات العضوية في التمثيل الضوئي للنباتات والأشجار عن طريق الكيتون ريبولوز-5،1-مضاعف فوسفات. والكيتونات تنشأ أيضا من أيض الحموض الدهنية  و أيض البروتينات  في الإنسان.  العديد من السكريات عبارة عن كيتونات، والمعروفة مجتمعة باسم كيتوز. أشهر أنواع الكيتوز هو الفركتوز؛ يوجد في الغالب على شكل شبه اسيتال  دوري، والذي يخفي مجموعة الكيتون الوظيفية. تخليق الأحماض الدهنية يتم عن طريق الكيتونات. أسيتوأسيتات هو وسيط في دورة كريبس الذي يطلق الطاقة من السكريات والكربوهيدرات.
في الطب، يُطلق على الأسيتون و   الأسيتوأسيتات و بيتا هيدروكسي بويترات مجتمعة أجسام كيتونية، والتي يتم توليدها من الكربوهيدرات في الجسم، ومن الأحماض الدهنية، و الأحماض الأمينية وكلها موجودة في معظم الفقاريات، بما في ذلك البشر. يرتفع مستوى الأجسام الكيتونية في الدم (فرط كيتون الجسم) بعد الصيام، بما في ذلك ليلة النوم؛ في كل من الدم والبول في الجوع؛ في نقص السكر في الدم، لأسباب أخرى غير فرط الأنسولين؛ في أخطاء أيضية فطرية، ويتم إحداثها عمدًا عن طريق  النظام الغذائي الكيتوني، وفي الحماض الكيتوني (عادةً بسبب مرض السكري داء السكري). على الرغم من أن الحماض الكيتوني هو سمة من سمات   السكري من النوع 1 غير المعالج، إلا أن الحماض الكيتوني  يمكن أن يحدث في  السكري من النوع 2 في بعض الظروف أيضًا.

## مواضيع ذات صلة
- ثنائي الكيتون
- أسيتوفينون
- إعادة ترتيب نيبر